# Johann IV. (Brabant)

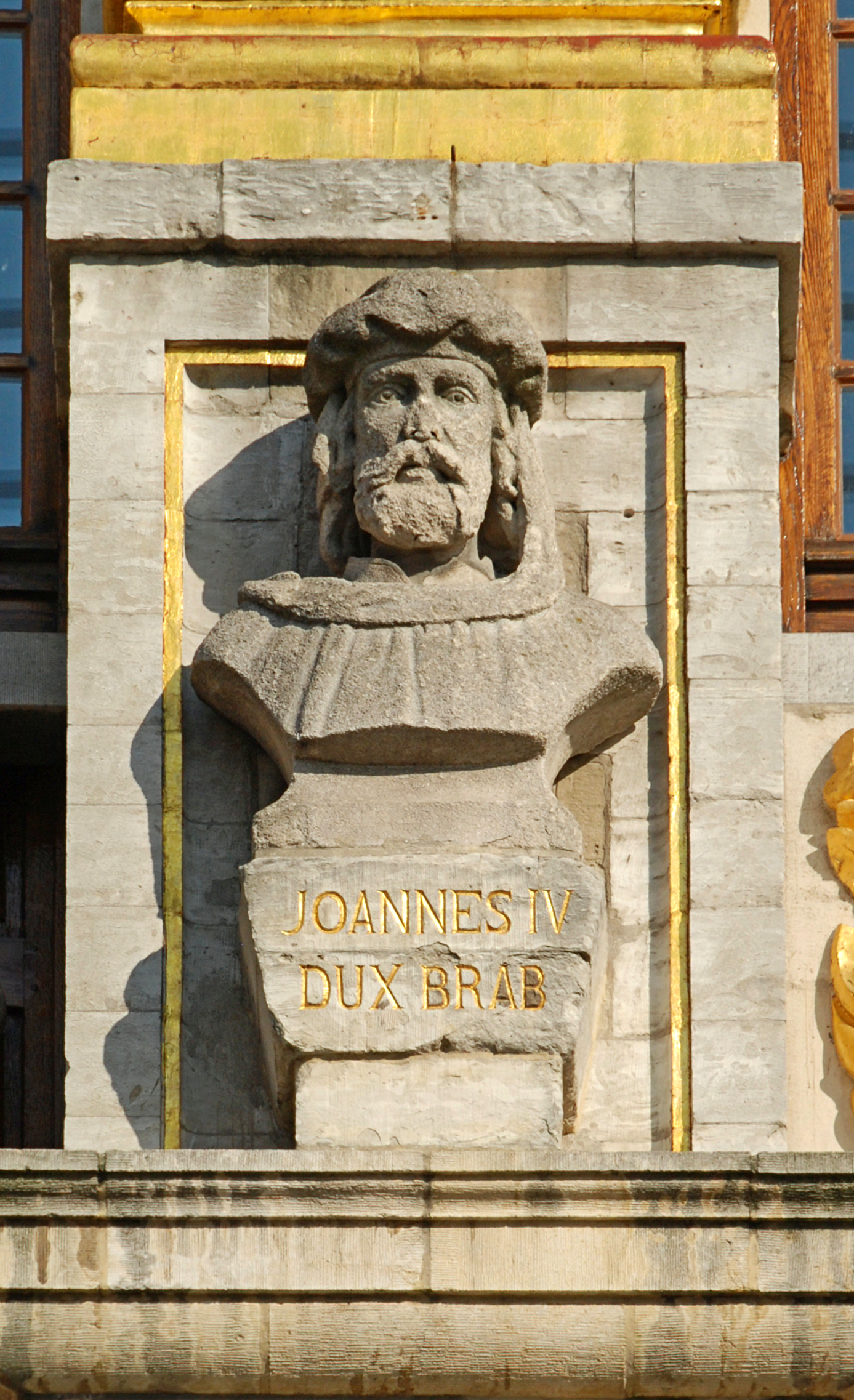
Büste von Johann IV (Brüssel).

Johann IV. von Brabant (* 11. Juni 1403 in Arras; † 17. April 1427 in Brüssel) war Herzog von Brabant, Lothier und Limburg (1415–1427) sowie Graf von Hennegau, Holland und Zeeland (1418–1427). Er war der älteste Sohn Herzog Antons und Johannas von Luxemburg, der Gräfin von Saint-Pol und Ligny.
Als Johann 1415 die Nachfolge seines Vaters antrat, war er noch minderjährig. Er wurde daher auf Drängen der Stände seines Herzogtums für zwei Jahre einem Regentschaftsrat unterstellt. Am 31. Juli 1417 verlobte er sich mit seiner Cousine Jakobäa von Bayern (1401–1436), der Gräfin von Hennegau, Holland und Seeland. Die enge Verwandtschaft der beiden machte eine päpstliche Dispens erforderlich, die Papst Martin V. zwar am 22. Dezember 1417 gewährte, aber bereits am 5. Januar 1418 wieder zurückzog. Die Ehe wurde im März 1418 trotzdem geschlossen. König Sigismund untersagte nun allerdings in Briefen an Johann und die Stände der Grafschaften dessen Mitregierung in Hennegau, Holland und Seeland, die er bereits an Jakobäas Onkel Johann von Bayern vergeben hatte. Dennoch ließ sich Johann von Brabant am 29. Mai in Mons von den Ständen der drei Grafschaften huldigen.
Der von Philipp von Burgund am 13. Februar 1419 herbeigeführte Ausgleich von Workum zwischen Onkel und Nichte, der im Gegenzug für die Anerkennung der Ehe zwischen Johann und Jakobäa die Belehnung Johanns von Bayern mit Dordrecht, Rotterdam und Gorkum sowie eine auf fünf Jahre angelegte gemeinsame Regierung der Grafschaften vorsah, war nicht von Dauer. Am 27. Mai erteilte Papst Martin V. erneut eine Dispens, die Ehe galt damit als rechtmäßig. Johann von Brabant schloss am 21. April 1420 gegen den Willen Jakobäas den Vertrag von St. Martinsdijk mit Johann von Bayern und übertrug diesem für 12 Jahre die Herrschaft über Holland, Seeland und Friesland. Zudem sicherte er ihm die Nachfolge für den Fall eines kinderlosen Todes seiner Ehefrau zu. Die Brabanter Stände lehnten diese Vereinbarung ab und setzten Johanns Bruder Philipp von Saint-Pol als Regenten ein.
Zum Vertrag von St. Martinsdijk kamen militärische Niederlagen Jakobäas gegen ihren Onkel hinzu. Sie erklärte daher im Februar 1421 ihre Ehe mit Johann von Brabant für ungültig und floh am 6. März nach England. Johann unterwarf sich am 12. Mai 1422 einem den Brabanter Ständen verantwortlichen Rat, Jakobäa heiratete im Herbst desselben Jahres Humphrey, Duke of Gloucester, einen jüngeren Bruder des kurz zuvor verstorbenen Königs Heinrich V. Zwei Jahre später kehrten Jakobäa und Humphrey mit englischen Truppen in den Hennegau zurück, wo die Stände Humphrey am 5. Dezember 1424 huldigten. Bevor es zu Feindseligkeiten zwischen Johann, dessen Rechte an den Grafschaften mit dem Tod Johanns von Bayern am 6. Januar 1425 an ihn zurückgefallen waren, und Humphrey kommen konnte, verzichtete dieser jedoch auf seine Ansprüche und kehrte nach England zurück.
Am 9. Dezember 1425 wurde Brabant auf Wunsch Herzog Johanns von Papst Martin V. eine Universität verliehen, die Universität Löwen, die am 7. September 1426 feierlich eröffnet wurde. Jakobäa wurde von Philipp von Burgund in Mons in Schutzhaft genommen, entkam jedoch nach Holland, wo sie bei der Adelspartei der Hoeken Unterstützung fand. Johann setzte dagegen wie Johann von Bayern vor ihm auf die städtische Partei der Kabeljauwen, konnte Jakobäa aber nicht mehr entscheidend schlagen. Er starb bereits am 17. April 1427, ohne Nachkommen hinterlassen zu haben. Sein jüngerer Bruder Philipp von Saint-Pol wurde sein Nachfolger. Die Ehe zwischen Johann und Jakobäa wurde erst im Januar 1428 endgültig legitimiert. In den 1430er Jahren fielen schließlich die Territorien beider Eheleute an den gemeinsamen Cousin Philipp von Burgund.